# Shooter (Ray-Ban)
Prodotto a partire dal 1938, il modello "Shooter" era un occhiale pensato per l'uso militare e civile. Le sue caratteristiche erano i nuovi filtri "Kalichrome C" (anche se era disponibile con gli originali "RB3") e la struttura del frontale.
Le nuove lenti servivano sia ai piloti per aumentare la visibilità in situazioni meteorologiche sfavorevoli (crepuscolo, nebbia, nuvole e maltempo in generale), sia ai militari e cacciatori per prendere la mira. Il colore giallo tuttavia aumentava la luminosità e il contrasto solo in questi casi. Per tali ragioni furono inventate le "Ambermatic", sfruttabili in ogni situazione perché fotocromatiche.
Relativamente al frontale, venne introdotta la barra parasudore e una struttura circolare che fungeva da ponte. 
La ragione di questa scelta stava nel fatto che l'occhiale, era pensato per il tiro di precisione (da lì il nome). 
La legenda narra che i tiratori avrebbero potuto permettesi di fumare in ogni situazione (anche mentre si prendeva la mira); bastava riporre la sigaretta nell'apposito cerchio.  La sigaretta tenuta in bocca infatti avrebbe potuto offuscare la vista a causa del fumo e se tenuta in mano avrebbe reso il colpo meno preciso.
Questo occhiale è stato molto apprezzato per decenni dopo dagli elicotteristi e piloti americani in Vietnam.